# She Looks So Perfect
She Looks So Perfect is een nummer van de Australische band 5 Seconds of Summer uit 2014. Het is de eerste single van hun titelloze debuutalbum.
Het nummer betekende de wereldwijde doorbraak voor 5 Seconds of Summer. Het haalde de nummer 1-positie in in thuisland Australië. In Nederland moest het nummer het echter met een 3e positie in de Tipparade doen, terwijl het in de Vlaamse Ultratop 50 een bescheiden 20e positie haalde.